# 张子意

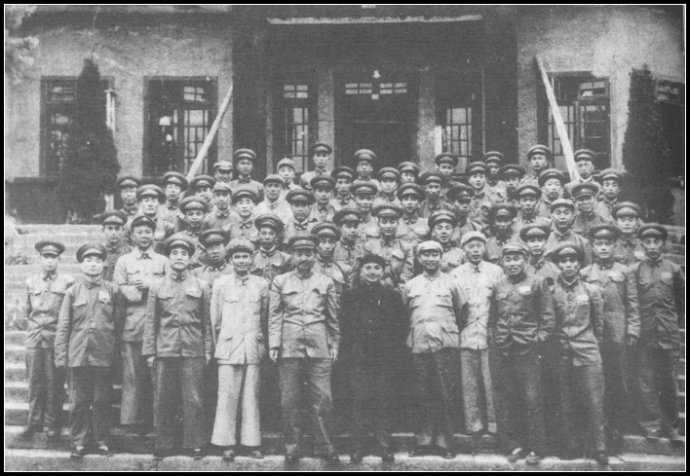
1950年，西南军区军队整编会议与会者合影。前排左起：孔从洲、李达、张子意、贺龙、邓小平、陈赓、陈鹤桥、韦杰。第三排右五尹先炳，第四排右六为秦基伟、右七杜义德。

张子意（1904年9月—1981年5月31日），湖南醴陵人，中国近代政治人物。

## 生平
张子意早年就读于长沙长郡中学，后回乡从教。1925年加入中国共产党，曾任中共醴陵县委北二区区委书记，醴陵工农革命军第一团副团长，中共益阳县委书记，中共湘西特委特派员，中共湘赣省委组织部长、宣传部长等职。1931年进入湘赣革命根据地，历任湘赣军区政治部主任、红八军政治部主任、红六军团政治部主任、红二军团政治部主任等。他参与建立了湘鄂川黔根据地，并出任中共湘鄂川黔省委委员、副书记。1935年起参加长征，任红二方面军政治部主任，并跟随部队到达延安。1938年前往苏联莫斯科东方大学就读。1941年返国后在新疆被捕。1946年出狱后任职于中共中央晋绥分局，历任副书记、宣传部长、代理书记。
中华人民共和国成立后，曾任西南军区政治部副主任，西南局常委、宣传部长、农村工作部部长等。1955年起，又历任中共中央西南地区工作部副部长、中共中央书记处第二办公室副主任、中宣部常务副部长等。文革期间因牵涉新疆马明方叛徒集团案被关押八年之久。文革结束后出任中纪委常委。1981年在北京逝世。